# Општина Цибана (Јаши)
Цибана (рум. Ţibana) општина је у Румунији у округу Јаши.
Oпштина се налази на надморској висини од 166 m.